# Stichophthalma pacifica
Stichophthalma pacifica är en fjärilsart som beskrevs av Clayton Dissinger Mell 1942. Stichophthalma pacifica ingår i släktet Stichophthalma och familjen praktfjärilar. Inga underarter finns listade i Catalogue of Life.